# Horace Tabor
Horace Austin Warner Tabor, född 26 november 1830 i Holland, Vermont, död 10 april 1899 i Denver, Colorado, var en amerikansk republikansk politiker och affärsman. Han var viceguvernör i Colorado 1879-1883. Han representerade sedan Colorado i USA:s senat från januari till mars 1883. Han var känd som Silver Dollar Tabor och The Bonanza King of Leadville.
Tabor flyttade 1855 till Kansasterritoriet och var verksam som jordbrukare. Han kom till Denver i samband med guldrushen år 1859. Han letade sedan guld runt om västra USA tills silver upptäcktes år 1878 i Colorado. Han gjorde sedan en stor förmögenhet inom gruvdriften i den åtföljande silverboomen (Colorado Silver Boom).
Tabor valdes 1878 till borgmästare i gruvstaden Leadville. Våldsbrottsligheten i staden ökade drastiskt och Tabors lösning var att anställa den beryktade revolvermannen Mart Duggan som sheriff.
Tabor efterträdde 1879 Lafayette Head som viceguvernör. Efter fyra år som viceguvernör tjänstgjorde han dessutom en kort tid som senator för Colorado. Han skilde sig från sin första hustru Augusta och gifte om sig med Elizabeth "Baby Doe" McCourt.
Douglas Moores opera The Ballad of Baby Doe från 1956 handlar om Horace Tabors och hustrun Elizabeths liv.